# 小花柄

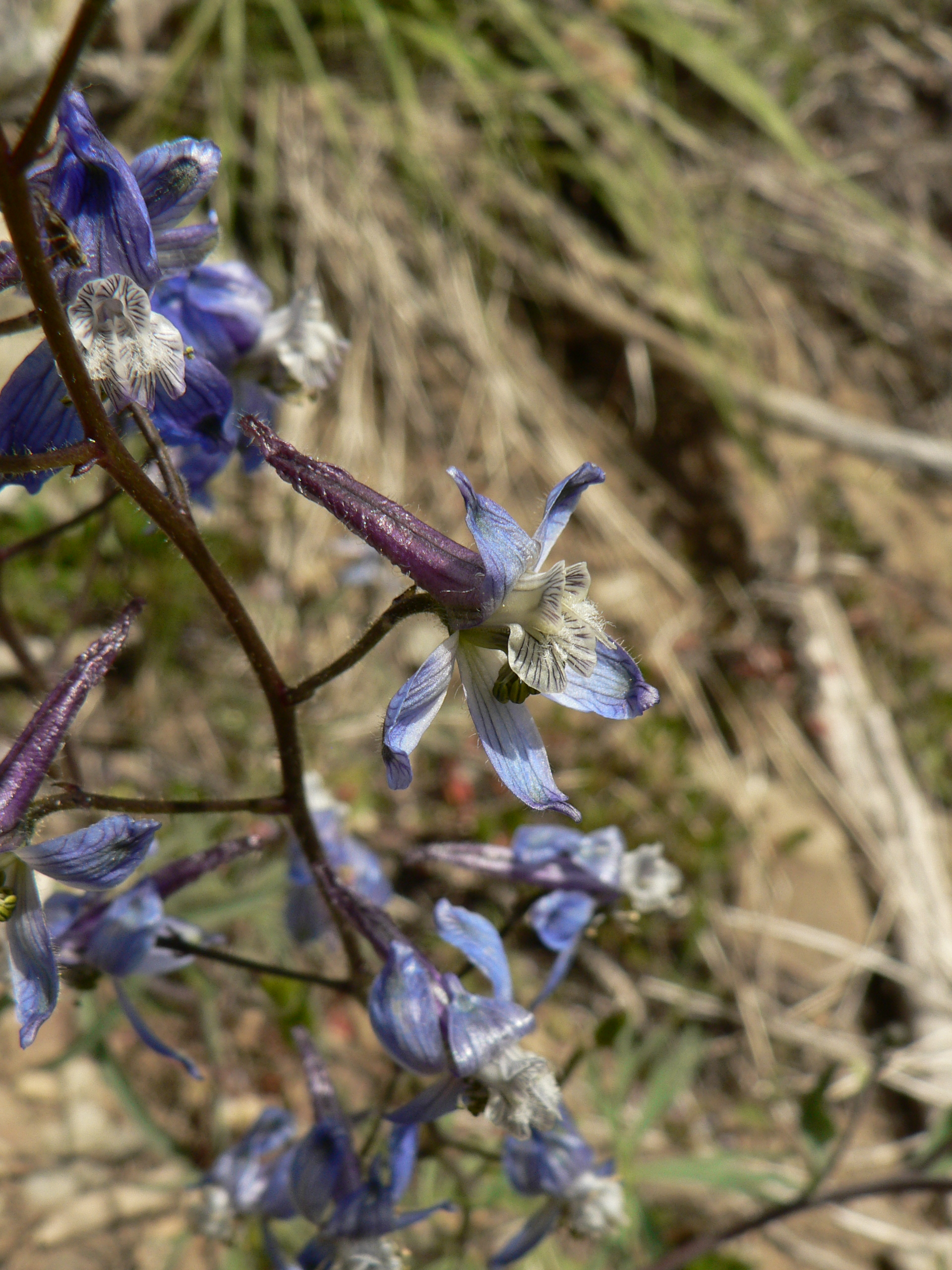
キンポウゲ科デルフィニウム属の一種、 の花序。それぞれの花は数cmの小花柄についている。

小花柄 (しょうかへい、英語: pedicel) は、顕花植物において、単弁花と花序につながる茎の間を繋ぐ短い柄である。花序を構成するそれぞれの花を支える分枝となっている。小花梗とも言う。
小花柄の集まり全体を支える柄のことは花柄という。